# Das Unglück in Rieselwang

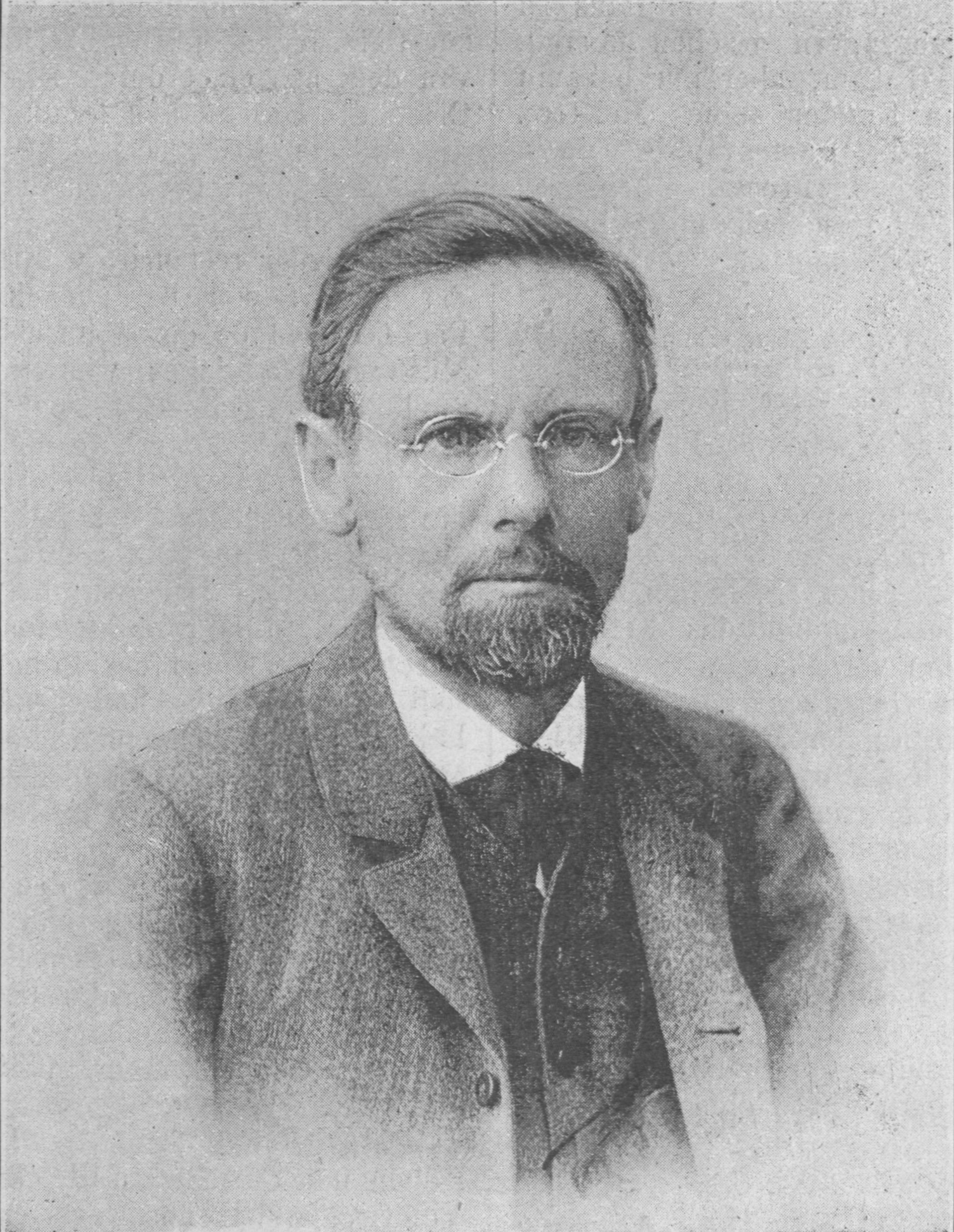
Peter Rosegger im Jahr 1893

Das Unglück in Rieselwang ist eine Erzählung des österreichischen Schriftstellers Peter Rosegger, die im Januarheft 1895 (19. Jahrgang, Heft 4) des Grazer Heimgartens unter dem Pseudonym Hans Malser erschien.

## Inhalt
In Rieselwang in den Alpen besitzt der Beamte Hans Malser ein Sommerhaus. Auf einer Anhöhe gelegen, ist das Gebäude durch eine Felswand geschützt. Durchs Amt an die Stadt gefesselt, kann Malser seine Ehefrau Natalie, die drei Kinder und die Mutter, sommers selten dort aufsuchen. Ausgerechnet zu derselben Zeit, als Malser Gerüchte zu Ohren kommen, nach denen Unwetter in der Rieselwanger Gegend furchtbar gehaust hätten, depeschiert ihm seine Frau: „Komm, wenn irgend möglich heute nachts! Natalie.“
Also doch ein Unglück! Malser setzt sich in den nächsten Zug. In der Ortschaft Kalten ist zunächst Endstation. Der Wartende genehmigt sich in der Bahnhofswirtschaft Kalten eine Flasche Bordeaux und verpasst unter Alkohol prompt den Anschlusszug. Für einen übermäßig hohen Geldbetrag gewinnt er mitten in der Nacht einen Kaltener Kutscher, der ihn bis zum Morgengrauen nach Rieselwang bringen will. Unterwegs versperrt eine mit einem Schloss gesicherte Mautschranke den Weg. Der Mautner ist nicht auffindbar. Die Reisenden besorgen sich eine Axt und zertrümmern den hölzernen Schlagbaum. Auf der Weiterfahrt taucht der Mautner auf, wird auf seine Mautforderung hin vom erbosten Malser bedroht und sucht das Weite. Es geht vorwärts. Im Finstern dröhnen die Altbacher Wasserfälle und bald kommen diese als drei silberne Riesenketten aus dem Dunkel ins Blickfeld. Da reißt der Kutscher seine beiden Pferde zurück. Wildwasser hat die Brücke weggeschwemmt. Ein ungeheurer Schuttstrom quert den Weg. Zwischen den Steinen rieseln die Wässer. Der Kutscher spannt aus, muss den Wagen stehenlassen und geht mit den Pferden zurück. In einem zweistündigen Marsch legt Malser den Rest des „Weges“ zurück. In der Morgendämmerung sieht er am jenseitigen Flussufer in der Ferne sein Sommerhaus. Es steht noch! Allerdings keine Spur von der vierjochigen Holzbrücke vor seinen Füßen. Verzweifelt stürzt sich Malser in die reißenden Fluten und wird im Nu fortgespült.
Der Familienvater erwacht in seinem Sommerhaus. Die heimischen Retter umringen sein Krankenlager. Mit Feuerhaken hatten sie ihn aus dem Wasser gezogen. Malsers Kinder fragen: „Papa, ist dir schon wohl?“ Er fragt nach Natalie.
Seine Frau ist gestern abend mit dem Zug zu ihm in die Stadt gefahren. Endlich begreift der beinahe Ertrunkene: Natalie hatte in ihrer Depesche das erste Wort, ein „Ich“, eingespart.

## Ausgaben
- Das Unglück in Rieselwang in Peter Rosegger: Waldjugend. Geschichten für junge Leute von 15 bis 70 Jahren (Als ich nach Emaus zog - Als ich das Ofenhückerl war – Als ich um Hasenöl geschickt wurde – Als ich Christtagsfreude holen ging – Als ich auf den Taschenfeitel wartete – Als wir zur Schulprüfung geführt wurden – Als ich ins Paradies ging – Vom Hacherl, der auf dem Tische saß – Der lustige Andredl – Hextens 50 000 Gulden – Das Unglück in Rieselwang – Mit dem rechten Fuß – Ein Bettler ist draußen – Zwei Wohlthäterinnen – Der Hagenstab – Die Geschichte vom fünffachen Schwein – Im Storchenneste – Die Geschichte vom Lamperl). L. Staackmann. Leipzig 1898
- Das Unglück in Rieselwang. S. 353–362 in  Das Buch der Novellen. Erster Band. Von Peter Rosegger (Adam das Dirndl – Die Harfe im Walde – Der Adlerwirt von Kirchbrunn – Das Gupferl – Der Hinterschöpp – Die Nottaufe – Das Unglück in Rieselwang – Die Kreuzhüttenbuben). L. Staackmann. Leipzig 1913